# Kustariowka (stacja kolejowa)
Kustariowka (ros. Кустарёвка) – węzłowa stacja kolejowa w miejscowości Kustariowka, w rejonie sasowskim, w obwodzie riazańskim, w Rosji. Węzeł linii Moskwa – Riazań – Samara (na której jest ostatnią stacją zarządzaną przez Kolej Moskiewską) z linią Kustariowka – Wiernadowka.

## Historia
Stacja powstała w XIX w. pomiędzy stacjami Sasowo i Piczkiriajewo (linia Moskwa – Samara) oraz Swieżeńkaja (linia do Wiernadowki).